# Робертсон, Оскар
Оскар Палмер Робертсон (англ. Oscar Palmer Robertson, род. 24 ноября 1938 года в Шарлотт, штат Теннесси) — американский баскетболист, игравший на позициях разыгрывающего и атакующего защитника. Выступал за клубы Национальной баскетбольной ассоциации «Цинциннати Роялз» и «Милуоки Бакс», а также за национальную сборную США. В 1960 году был выбран на драфте НБА под первым номером. В 1971 году Робертсон стал чемпионом НБА в составе «Милуоки Бакс».
Оскар Робертсон показывал выдающиеся результаты, выступая за команду старшей школы Криспас Эттакс, которой он дважды, в 1955 и 1956 годах, помогал выиграть чемпионат штата Индиана. После окончания школы Робертсон поступил в Университет Цинциннати, где он трижды признавался лучшим игроком США среди студентов, а также стал первым и вторым обладателем приза лучшему игроку чемпионата от Ассоциации баскетбольных журналистов США (с 1998 года этот приз носит имя Оскара Робертсона). После окончания колледжа Оскар был лидером студенческого чемпионата по количеству набранных очков (в 1970 году рекорд Робертсона побил Пит Маравич). Параллельно с учёбой в колледже Робертсон играл за национальную сборную США, в составе которой он стал чемпионом Панамериканских игр 1959 года и олимпийским чемпионом 1960 года.
Робертсон считается одним из самых универсальных игроков в истории НБА, ему принадлежал рекорд лиги по числу трипл-даблов за карьеру — 181 в матчах регулярного сезона, пока его не обошёл Рассел Уэстбрук. За всю историю лишь шестеро перешагнули отметку в 100 трипл-даблов — Рассел Уэстбрук (203), Робертсон, Никола Йокич (163), Мэджик Джонсон (138), Леброн Джеймс (122) и Джейсон Кидд (107) . Также Робертсон — один из двух игроков (вместе с Уэстбруком) в истории НБА, которым удалось сделать трипл-дабл в среднем за игру по итогам сезона.
С 1965 по 1974 годы Робертсон был президентом ассоциации игроков НБА. Как представитель игроков в 1970 году он подал антитрестовский иск против лиги, после удовлетворения которого в отношениях игроков и клубов произошли значительные изменения, а зарплаты игроков значительно возросли.
Робертсон дважды был введен в Зал славы баскетбола: в 1980 году за свою индивидуальную карьеру, а в 2010 году - в качестве члена мужской олимпийской сборной США по баскетболу 1960 года и президента Национальной баскетбольной ассоциации (National Basketball Players Association). Также в 1980 году Робертсон был включен в состав команды, посвященной 35-летию НБА. В 1996 году он снова был признан одним из 50 величайших игроков в истории НБА. Он занял 36-е место среди лучших американских спортсменов 20-го века по версии ESPN. В октябре 2021 года Робертсон был признан одним из величайших игроков лиги всех времен, будучи включенным в команду, посвященную 75-летию НБА.
В 2009 году он был введен в Зал славы ФИБА.

## Ранние годы
Оскар Палмер Робертсон родился в городке Шарлотт (штат Теннесси, США). Мать, Мэйзел Робертсон работала косметологом, а отец, Бэйли Робертсон — на мясозаготавливающем предприятии. Кроме него в семье было ещё два ребёнка — Бэйли-младший и Генри. В возрасте 4 лет его семья переехала в Индианаполис, где они жили в гетто для афроамериканцев. Позже его родители развелись, но Оскар продолжал поддерживать хорошие отношения с обоими родителями. Его дед в прошлом был рабом и часто перед сном читал ему с братьями Библию. Хотя большинство детей в то время предпочитало играть в бейсбол, Робертсон увлёкся баскетболом, так как это была игра «для бедных детей». Из-за того, что его семья не могла позволить купить даже баскетбольный мяч, он учился делать броски теннисным мячом или тряпками, связанными резинкой, в корзину для персиков стоящую на заднем дворе.

### Старшая школа
Робертсон посещал единственную школу для афроамериканцев в Индианаполисе — Криспас Эттакс (англ. Crispus Attucks). В школе тренером Робертсона по баскетболу был Рей Кроу, который сильно повлиял на его игру. Тренер запрещал своим подопечным разговаривать на площадке, поэтому Робертсон даже будучи профессионалом мало разговаривал во время игр. В баскетбольную команду Робертсон попал только в 1954 году, на втором году обучения, так как в школе первогодкам запрещалось играть. В этом году команда дошла до полуфинала штата, где проиграла будущему чемпиону — старшей школе Милан. Впоследствии эта игра станет одним из эпизодов фильма «Команда из штата Индиана», вышедшего на экране в 1986 году. Но уже в 1955 году, благодаря Робертсону, его команда смогла одержать 13 побед при 1 поражении и стала первой в истории США школой для афроамериканцев, завоевавшей чемпионский титул штата. На следующий год команда не потерпела ни одного поражения, выиграв все 31 игры и во второй раз подряд завоевала титул, став первой в истории Индианы командой, которая не проиграла ни одного матча за сезон. Однако успех баскетболистов был омрачён руководством города, которое запретило им праздновать в городе и они были вынуждены устраивать празднование за пределами Индианаполиса. В интервью газете Indianapolis Star Робертсон объяснил это так: «Они боятся, что чёрные разорвут центр города». В этом же 1956 году Робертсон, набиравший в среднем за игру по 24 очка, был назван «Мистер Баскетбол» штата Индиана. Несмотря на удачную игру «Эттакс Тайгерс», в школе не было даже баскетбольного зала, где она могла бы тренироваться и поэтому многие белые команды отказывались играть у них. Однако на выездные игры команды приходило много народу, чтобы посмотреть на игру «Тайгерс». По окончании школы поступил в университет Цинциннати.

### Университет Цинциннати
В университете Робертсон продолжил оставаться одним из лучших баскетболистов, набирая в среднем за игру по 33,8 очка — третий результат в истории университета. Каждый год в университете он становился самым результативным игроком чемпионата, включался во всеамериканские сборные и выбирался игроком года среди студентов, а также установил 14 рекордов NCAA и 19 университета. За три года обучения, его команда «Цинциннати Биаркэтс» одержала 79 победы и проиграла всего 9 раз. Однако он так и не выиграл ни одного чемпионского титула NCAA. Когда Робертсон покидал университет он был лидером NCAA по количеству набранных очков, его рекорд был побит только в 1970 году Питом Маравичем.
В 1959 году Робертсон был включен в состав сборной США по баскетболу на Панамериканских играх, которые проходили в Чикаго. На играх он стал лидером по результативности в американской команде, набирая в среднем за игру 16,5 очка, реализуя 57,6 % бросков, а американская сборная победила во всех 8 матчах и завоевала золотые медали. В этом же году американская сборная поехала в турне в Москву и русские запросили, чтобы в её составе были Уилт Чемберлен и Оскар Робертсон, однако им отказали, сказав, что они перешли в профессионалы.
Несмотря на свои успехи на баскетбольной площадке, Робертсон часто подвергался расистским нападкам. Он был пятым чёрным игроком после Честера Смита (1932), Лондона Ганта (1936), Уилларда Старгеля (1942) и Тома Овертона (1951). Особенно трудными были поездки в сегрегированные города. Робертсону приходилось жить в студенческих общежитиях, в то время как его товарищи по команде жили в гостиницах. «Я никогда не прощу им» — скажет он через несколько лет в интервью Indianapolis Star. В 1988 году за его достижения Ассоциация профессиональных баскетбольных журналистов назовёт его именем награду, вручаемую лучшему игроку студенческого баскетбола, которую он получал первые два года её существования — Приз имени Оскара Робертсона.

## Олимпийские игры 1960 года
Робертсон был членом сборной США по баскетболу на летних Олимпийских играх 1960 года в Риме, в составе которой также были будущие члены Зала славы баскетбола — Джерри Уэст, Джерри Лукас, Уолт Беллами. Робертсон и Уэст были капитанами той команды. В первом же матче группового турнира они разгромили сборную Италии со счётом 88:54. Во всех 8 матчах были одержаны победы. Робертсон вместе с Джерри Лукасом стал лидером команды по результативности, набирая в среднем 17 очков за игру. Олимпийская команда США 1960 года считается одной из лучших любительских команд в истории баскетбола и в 2010 году была внесена в Зал славы баскетбола.

## Карьера в НБА

### Цинциннати Роялз
11 апреля 1960 года на драфте НБА Робертсон был выбран командой «Цинциннати Роялз» (сейчас «Роялз» выступают в Сакраменто под именем «Сакраменто Кингз») как территориальный выбор, но, так как у «Роялз» в этом году было право первого выбора, Робертсон считается первым номером общего драфта. Три участника этого драфта впоследствии станут членами Зала славы баскетбола — Робертсон, Уэст и Ленни Уилкенс. «Роялз» подписал с ним контракт, по которому Оскар стал получать по 33 000 долларов в год. Робертсон уже в дебютном сезоне начал оправдывать ожидания руководства клуба. В сезоне 1960/61 он набирал в среднем за игру 30,5 очка, делал 10,1 подбора и 9,7 передачи (лидер лиги), и почти в каждой игре делал трипл-дабл. Таким образом Робертсон стал лидером чемпионата по передачам, прервав серию Боба Коузи, завоёвывавшего это звание 8 сезонов подряд. За свои достижения он был назван новичком года и был включён в первую сборную всех звёзд НБА (в последующие 8 сезонов его также включали в сборную всех звёзд), а также принял участие в своём первом из последующих 12 матчей всех звёзд НБА. В своём дебютном матче всех звёзд Робертсон стал самым ценным игроком, набрав 23 очка и сделав 14 передач и 9 подборов в победной игре для команды Запада. Хотя сезон «Роялз» закончили одержав на 14 побед больше, чем в предыдущем, соотношения 33 победы к 46 поражениям хватило только чтобы занять последнее место в Западном дивизионе. Журнал Time назвал его ярким представителем нового поколения игроков, отличающихся высокой результативностью, атлетизмом и коммерческой популярностью.
В сезоне 1961/62 Робертсон стал первым игроком в истории НБА, набиравшим в сезоне в среднем за игру трипл-дабл: 30,8 очка, 11,4 передачи и 12,5 подбора. Он также побил рекорд Боба Коузи двухлетней давности по количеству передач за сезон (715), сделав 899 результативных передач. «Роялз» смогли выйти в плей-офф, однако уже в первом раунде проиграли «Детройт Пистонс» 3-1. В следующем сезоне Робертсон продолжил показывать выдающиеся результаты, доказывая, что является одним из лучших игроков того времени. По итогам сезона он почти повторил прошлогоднее достижение — трипл-дабл в среднем за игру. Его показатели составили 28,3 очка, 10,4 подбора и 9,5 передачи в среднем за игру. «Роялз» смогли дойти до финала Восточного дивизиона, где проиграли в семи играх будущему чемпиону «Бостон Селтикс», возглавляемых Биллом Расселом.
Сезон 1963/64 «Роялз» закончили с результатом 55-25, заняв второе место в Восточном дивизионе. Под руководством нового тренера Джека Макмэхона Робертсон продолжил улучшать свои показатели. Благодаря поддержке товарищей по команде Джека Твимина, Джерри Лукаса, Уэйна Эмбри и Адриана Смита, Робертсон стал лидером НБА по проценту реализации штрафных бросков и опять почти набирал трипл-дабл в среднем за игру — 31,4 очка за игру (рекорд карьеры), 9,9 подбора и 11 передач. За свои достижения он был назван самым ценным игроком регулярного чемпионата, став единственным игроком, получившим этот титул с 1960 по 1968 год кроме Билла Рассела и Уилта Чемберлена. В этом же году он во второй раз стал самым ценным игроком матча всех звёзд НБА, набрав 26 очков, 14 подборов и 8 передач в победной для команды Востока игре. В плей-офф «Роялз» обыграли «Филадельфию 76» с Уилтом Чемберленом, однако в следующем раунде в четырёх играх опять проиграли «Селтикс».
Несмотря на то, что Робертсон продолжал показывать хорошую игру: его средняя результативность была не ниже 24,7 очка за игру и он практически каждый сезон становился лидером чемпионата по передачам, его команда больше ни разу не проходила далее первого раунда плей-офф, хотя и занимала высокие места в регулярном чемпионате. «Роялз» трижды проигрывали в первом раунде с 1965 по 1967 год и ещё трижды не попадали в плей-офф (с 1968 по 1970 год). В сезоне 1969/70 в команде появился новый тренер — Боб Коузи, который начал перестройку команды, обменяв лидера клуба по подборам Джерри Лукаса в «Сан-Франциско Уорриорз». Коузи также собирался обменять Робертсона в «Балтимор Буллетс», однако сделка не состоялась. После шести неудачных сезонов, команда начала терять поддержку болельщиков. Чтобы привлечь внимания к команде 41-летний главный тренер Боб Коузи даже решил ненадолго вернуться на площадку и бывший разыгрывающий «Селтикс» на 7 игр стал партнёром Робертсона. Под руководством Коузи у «Роялз» была одна из самых высоких результативностей в лиги. В последних 21 играх сезона команда набирала более 110 очков, а в середине февраля средняя результативность составляла 127 очков. Однако клуб смог одержать только 33 победы и не смог выйти в плей-офф.

### Милуоки Бакс
Перед сезоном 1970/71 руководство «Роялз» шокировало баскетбольный мир, обменяв 31 летнего Робертсона в «Милуоки Бакс» на Флинна Робинсона и Чарли Полка. Официально причина этого обмена не была озвучена, однако некоторые эксперты объясняют его ревностью главного тренера команды Боба Коузи к тому, что всё внимание болельщиков было направлено на Робертсона. Оскар однажды сказал: «Я думаю, он (Коузи) был не прав, и я никогда не забуду это». Из-за плохого отношения между Коузи и Робертсоном «Роялз» начали вести переговоры с «Лос-Анджелес Лейкерс» и «Нью-Йорк Никс» о возможном обмене. Возможными вариантами обмена в «Лейкерс» были Джерри Уэст и Уилт Чемберлен, однако руководство Лос-Анджелеса отказалось обменивать своих лидеров.
Однако этот обмен дал шанс Робертсону выиграть чемпионский титул. После шести лет нахождения в команде, неспособной бороться в плей-офф, он попал в молодой клуб («Бакс» были основаны в 1968 году), в котором год назад появилась будущая звезда баскетбола Лью Алсиндор, который позже сменит имя на Карим Абдул-Джаббар. С Алсиндором под щитом и Робертсоном на задней линии «Бакс» показали самый лучший результат в сезоне 66-16, что до сих пор является рекордом клуба. По ходу чемпионата команда одержала 20 побед подряд. Робертсон сыграл во всех играх сезона кроме одной и набирал в среднем за игру 19,4 очка и делал 8,2 передачи и 5,7 подбора. С его помощью результативность Алсиндора стала ещё больше и он смог завоевать свой первый титул МВП регулярного чемпионата, а позже и финальной серии. Тренер «Бакс» так охарактеризовал Оскара: «Джаббар — наши ноги и руки, а Робертсон — наш мозг, глаза и сердце». По мнению же самого Алсиндора, звание МВП должно было достаться Робертсону. В играх плей-офф команда проиграла всего 2 раза и одержала 12 побед, победив на своём пути «Сан-Франциско Уорриорз», «Лос-Анджелес Лейкерс» и разгромив в финале «Балтимор Буллетс» со счётом 4-0, завоевала кубок Уолтера А. Брауна. В последней четвёртой игре Робертсон набрал 30 очков и сделал 9 передач. Тренер «Буллетс» Джин Шу ставил против него пять разных игроков, но ни один так и не смог с ним справиться. Таким образом Робертсон впервые в своей карьере завоевал чемпионский титул, а «Бакс» стали самой успешной командой расширения, завоевав чемпионский титул уже на третий год своего существования.
В последующих трёх сезонах, Милуоки каждый раз завоёвывали титул чемпионов дивизиона, а Абдул-Джаббар ещё 2 раза завоевал титул самого ценного игрока. Робертсон продолжил показывать результативность более 12 очков за игру. Однако, то, что руководство клуба обменяло несколько игроков чемпионского состава, не позволило «Бакс» стать доминирующей командой того времени. В его последнем сезоне выступлений в НБА «Бакс» одержали 53 победы при 29 поражениях. В плей-оффе клуб обыграл «Лос-Анджелес Лейкерс» и «Чикаго Буллз», а в финале встретился с «Бостон Селтикс». В напряжённой семиматчевой серии «Селтикс» сумели одержать победу, а Оскар Робертсон в возрасте 35 лет из-за всё возрастающей боли в ногах решил завершить спортивную карьеру. Несмотря на то, что этот сезон стал последним в его карьере, многие отмечали, что он до сих пор остаётся ещё тем Оскаром Робертсоном, играет как двадцатилетний и мало кто может остановить его.

### Робертсон против Национальной баскетбольной ассоциации
Оскар Робертсон стал президентом профсоюза игроков НБА в 1965 году. В то время в ассоциации не существовало понятия минимальная заработная плата, больничных, пенсионного обеспечения. Игроки после драфта были прикреплены к одной команде могли уйти из неё только если руководство клуба разорвёт с ними контракт, причём владелец клуба мог уволить любого игрока по любой причине. Зарплата игроков также была не очень большой. Единственным конкурентом НБА в то время была Американская баскетбольная ассоциации. В начале 1970-х годов две лиги начали вести переговоры о слиянии и поэтому Робертсон в 1970 году, как президент профсоюза игроков НБА и представитель «Цинциннати Роялз» подал антитрестовский иск против НБА, который получил название «иск Оскара Робертсона». Из-за этого иска слияние НБА и АБА было отложено до 1976 года. Сам Робертсон говорил, что причиной для подачи иска было то, что игроки буквально принадлежали клубам: игрокам не разрешалось вести переговоры с другими клубами, потому что в то время не существовало понятия свободного агента. По его мнению, если бы игрокам платили больше денег, то их игра привлекала бы больше болельщиков, что благоприятно бы отражалось на самой лиге. В результате этого иска в отношениях между владельцами и игроками произошли большие изменения, а зарплаты игроков выросли.

### После окончания спортивной карьеры
После завершения игровой карьеры Робертсон в сезоне 1974/75 работал комментатором на канале CBS вместе с Брентом Масбергером. Его фирменным выражением было: «О, Брент, ты видел это!», которое он произносил после быстрых прорывов, слэм-данков и других удачных действий игроков. В 1992 году он вместе с другими бывшими баскетболистами организовал профсоюз бывших игроков НБА и был его президентом с 1992 по 1998 год. Робертсон часто посещает игры университетской баскетбольной команды, наблюдая за происходящим с места рядом с боковой линией.
Робертсон уделяет много времени благотворительности, помогая в улучшении жилищных условий жителям родного Индианаполиса, в особенности афроамериканцам. Он активный член благотворительных организаций NBA Legends Foundation, Boys Club of New York и National Kidney Foundation, а также множества молодёжных объединений. Является основателем Стипендиального фонда Оскара и Ивонн Робертсонов в университете Цинциннати, помогающем студентам из национальных меньшинств, а также сопредседателем благотворительного фонда университете Цинциннати.
Робертсон автор автобиографической книги The Big O: My Life, My Times, My Game, выпущенной издательством Nebraska Press в 2010 году. Также он написал обучающую книгу The Art of Basketball в 1998 году.

## Характеристика игрока
Робертсон считается одним из величайших игроков в истории НБА. Он умел делать броски как с близкого, так и с дальнего расстояния, а также был хорошим плеймейкером. Его 30,5 очка в дебютном сезоне являются третьим результатом в истории НБА среди новичков. Робертсон стал первым игроком в НБА, делавшим более 10 передач в среднем за игру. Тем более в то время были более жесткие правила в отношении результативных передач. Он также является единственным защитником в НБА, делавшим более 10 подборов в среднем за игру. Он же показывал такой результат трижды за карьеру. Робертсон был назван самым ценным игроком регулярного чемпионата в 1964 году, а также трижды становился MVP матчей всех звёзд НБА (в 1961, 1964 и 1969 годах). Ему также принадлежит рекорд по среднему количеству набранных очков в матчах всех звёзд — 20,5 (среди игроков, участвовавших хотя бы в 4 матчах). Робертсон завершил свою карьеру имея в активе 26 710 очков (25,7 очка за игру), 9887 передач (9,5 за игру) и 7804 подборов (7,5 за игру). Он был лидером НБА по передачам в шести сезонах и во время своего завершения карьеры вторым по результативности в истории НБА, уступая по этому показателю только Уилту Чемберлену.
Робертсон был разносторонним игроком. В первых пяти сезонах его средние показатели за игру составляли 30,5 очка, 10,4 подбора и 10,6 передачи. Его достижение — 181 трипл-дабл за карьеру до сих пор является рекордом НБА. В сезоне 1967/68 Робертсон стал первым из двух игроков в истории НБА, которые становились лидером чемпионата по результативности и передачам (вторым игроком станет Нейт Арчибальд).
Робертсон считается в НБА первым «большим защитником», и его удачная игра в этом амплуа проложила дорогу на эту позицию другим крупным игрокам, таким как Мэджик Джонсон. Робертсон считается изобретателем таких приёмов как ложный замах и бросок с отклонением назад — который позже станет визитной карточкой Майкла Джордана. Играя за «Цинциннати Роялз» (сейчас «Сакраменто Кингз») он набрал 22 009 очка и сделал 7731 передачу, что является рекордом клуба до сих пор.
По словам самого Робертсона, он прежде всего командный игрок и индивидуальные показатели для него были на втором месте после командных. И ему очень импонирует, как играют Тим Данкан и Крис Пол, которых он считает полностью командными игроками. Робертсон уважал других баскетболистов на площадке, которые также относились к нему с уважением. От своих товарищей по команде он требовал полной отдачи во время игры, так же как и сам отдавался игре на все 100 %.
Он был Майклом Джорданом своего времени во многих отношениях.Рэд Ауэрбах

## Наследие
Его бывшая команда «Канзас-Сити Кингз» («Роялз» переехали, когда Робертсон играл за «Бакс») закрепили за ним 14-й номер, «Бакс» также закрепили за ним 1-й номер, под которым он выступал в Милуоки. С 1994 года восьмифутовая бронзовая статуя стоит рядом с Fifth Third Arena в Shoemaker Center — домашней ареной «Цинциннати Биаркэтс». 17 ноября 2006 года Робертсон был введён в Университетский Зал славы баскетбола.
28 апреля 1980 года Робертсон был введён в Зал славы баскетбола. В 2000 году он был назван «Игроком века» Национальной ассоциацией баскетбольных тренеров и был поставлен на третье место в рейтинге «лучших 75 игроков НБА» журналом «SLAM» в 2003 году, пропустив вперёд только Майкла Джордана и Уилта Чемберлена. В 2006 году ESPN назвало его вторым величайшим разыгрывающим защитником всех времён. Associated Press поставило его на второе место в списке 10 лучших баскетболистов и на 26 в списке 100 лучших спортсменов XX века.
В 1959 году Ассоциация профессиональных баскетбольных журналистов учредила награду лучшему игроку студенческого баскетбола. В 1998 году она была переименована в Приз имени Оскара Робертсона в честь игрока, который стал первым обладателем этой награды и получал её дважды, а также за его выдающийся вклад в развитие баскетбола. В 2004 году скульптором Гарри Уэбером была создана 18-дюймовая бронзовая статуя Робертсона, которая теперь вручается победителю этой награды. Скульптура основана на известной фотографии Оскара, на которой он делает подбор в игре против университета штата Канзас.

## Личная жизнь
Своё детство Робертсон провёл, страдая от бедности и расизма. Из-за тяжёлого детства Робертсон в молодости стал известен своей угрюмостью и склонностью ко вспышкам насилия. Однако после того, как Оскар выиграл золотые медали на Олимпийских играх, подписал свой первый профессиональный контракт с «Роялз» и женился на своей подруге Ивонне Криттенден, он стал спокойным, счастливым молодым человеком. Его товарищ по олимпийской сборной Джерри Уэст отметил, как сильно Робертсон «вырос» за тот год. Через несколько лет после свадьбы у него родились две дочери: Ивонне в 1962 году и Тиа Элаин в 1964 году. В 1990-х годах Робертсон пошутил, что его жизнь была «скучной» и что он был «женат на одной женщине слишком долго». В 1997 году Оскар стал донором почки для своей дочери Тии, у которой была волчанка из-за почечной недостаточности. С тех пор он является почётным представителем National Kidney Foundation. В 2003 году он выпустил собственную биографию «The Big O». Робертсону принадлежит химическая компания Orchem, расположенная в Цинциннати, Огайо и Oscar Robertson Solution, а также он является совладельцем Oscar Robertson Media Ventures.
Кумирами Робертсона являются легендарные игроки «Гарлем Глобтроттерс» Маркес Хейнз и «принц-клоун» Гус Татум. В настоящее время, в возрасте 70 лет, он воздерживается от игры в баскетбол, однако продолжает смотреть матчи по телевидению и посещает почти все домашние игры баскетбольной команды своего родного университета Цинциннати. Его любимым хобби является работа по дереву. По словам Робертсона, он мог бы набрать трипл-дабл за сезон в сегодняшнем баскетболе и крайне скептически относится к тому, что кто-нибудь сможет повторить это достижение. В июне 2007 года Оскар получил степень почётного доктора гуманитарных наук в университете Цинциннати за свои исторические и благотворительные вклады.

## Достижения
- Баскетболист года среди студентов по версии Sporting News (3): 1958, 1959, 1960
- Баскетболист года среди студентов по версии UPI (3): 1958, 1959, 1960
- Лучший по результативности игрок студенческого чемпионата (3): 1958, 1959, 1960
- Новичок года НБА: 1961
- Самый ценный игрок НБА: 1964
- Включался в первую сборную всех звёзд НБА (9): 1961—1969
- Включался во вторую сборную всех звёзд НБА (2): 1970, 1971
- Участник Матча всех звёзд НБА (12): 1961—1972
- Самый ценный игрок Матча всех звёзд НБА (3): 1961, 1964, 1969
- Лучший по результативности игрок сезона 1967/1968
- Олимпийский чемпион 1960 года
- Чемпион Панамериканских игр 1959 года
- Чемпион НБА 1971 года
- Признан ассоциацией баскетбольных тренеров США лучшим игроком XX века в 2000 году
- Включён в число 50 величайших игроков в истории НБА в 1996 году
- Включён в Зал славы баскетбола в 1980 году
- Включён в Зал славы ФИБА в 2009 году

## Статистика

### Выступления за студенческую команду[52]
| 1957/58 | Цинциннати Беаркэтс | 28 | 38,8 | 35,1 | 0,571 |  | 0,789 | 15,2 |     |  |  |  |  |
| 1958/59 | Цинциннати Беаркэтс | 30 | 39,1 | 32,6 | 0,509 |  | 0,794 | 16,3 | 6,9 |  |  |  |  |
| 1959/60 | Цинциннати Беаркэтс | 30 | 38,5 | 33,7 | 0,526 |  | 0,756 | 14,1 | 7,3 |  |  |  |  |
| Наведите курсор мыши на аббревиатуры в заголовке таблицы, чтобы прочесть их расшифровку. Данные на 30 декабря 2010. |                     |    |      |      |       |  |       |      |     |  |  |  |  |

### Статистика в НБА
| Сезон                                                                                    | Команда          | Регулярный сезон | Регулярный сезон | Регулярный сезон | Регулярный сезон | Регулярный сезон | Регулярный сезон | Регулярный сезон | Регулярный сезон | Регулярный сезон | Регулярный сезон | Регулярный сезон | Серия плей-офф | Серия плей-офф | Серия плей-офф | Серия плей-офф | Серия плей-офф | Серия плей-офф | Серия плей-офф | Серия плей-офф | Серия плей-офф | Серия плей-офф | Серия плей-офф |
| Сезон                                                                                    | Команда          | GP               | GS               | MPG              | FG%              | 3P%              | FT%              | RPG              | APG              | SPG              | BPG              | PPG              | GP             | GS             | MPG            | FG%            | 3P%            | FT%            | RPG            | APG            | SPG            | BPG            | PPG            |
| ---------------------------------------------------------------------------------------- | ---------------- | ---------------- | ---------------- | ---------------- | ---------------- | ---------------- | ---------------- | ---------------- | ---------------- | ---------------- | ---------------- | ---------------- | -------------- | -------------- | -------------- | -------------- | -------------- | -------------- | -------------- | -------------- | -------------- | -------------- | -------------- |
| 1960/61                                                                                  | Цинциннати Роялз | 71               | -                | 42,7             | 47,3             | -                | 82,2             | 10,1             | 9,7              | -                | -                | 30,5             | Не участвовал  | Не участвовал  | Не участвовал  | Не участвовал  | Не участвовал  | Не участвовал  | Не участвовал  | Не участвовал  | Не участвовал  | Не участвовал  | Не участвовал  |
| 1961/62                                                                                  | Цинциннати Роялз | 79               | -                | 44,3             | 47,8             | -                | 80,3             | 12,5             | 11,4             | -                | -                | 30,8             | 4              | -              | 46,3           | 51,9           | -              | 79,5           | 11,0           | 11,0           | -              | -              | 28,8           |
| 1962/63                                                                                  | Цинциннати Роялз | 80               | -                | 44,0             | 51,8             | -                | 81,0             | 10,4             | 9,5              | -                | -                | 28,3             | 12             | -              | 47,5           | 47,0           | -              | 86,4           | 13,0           | 9,0            | -              | -              | 31,8           |
| 1963/64                                                                                  | Цинциннати Роялз | 79               | -                | 45,1             | 48,3             | -                | 85,3             | 9,9              | 11,0             | -                | -                | 31,4             | 10             | -              | 47,1           | 45,5           | -              | 85,8           | 8,9            | 8,4            | -              | -              | 29,3           |
| 1964/65                                                                                  | Цинциннати Роялз | 75               | -                | 45,6             | 48,0             | -                | 83,9             | 9,0              | 11,5             | -                | -                | 30,4             | 4              | -              | 48,8           | 42,7           | -              | 92,3           | 4,8            | 12,0           | -              | -              | 28,0           |
| 1965/66                                                                                  | Цинциннати Роялз | 76               | -                | 46,0             | 47,5             | -                | 84,2             | 7,7              | 11,1             | -                | -                | 31,3             | 5              | -              | 44,8           | 40,8           | -              | 89,7           | 7,6            | 7,8            | -              | -              | 31,8           |
| 1966/67                                                                                  | Цинциннати Роялз | 79               | -                | 43,9             | 49,3             | -                | 87,3             | 6,2              | 10,7             | -                | -                | 30,5             | 4              | -              | 45,8           | 51,6           | -              | 89,2           | 4,0            | 11,3           | -              | -              | 24,8           |
| 1967/68                                                                                  | Цинциннати Роялз | 65               | -                | 42,5             | 50,0             | -                | 87,3             | 6,0              | 9,7              | -                | -                | 29,2             | Не участвовал  | Не участвовал  | Не участвовал  | Не участвовал  | Не участвовал  | Не участвовал  | Не участвовал  | Не участвовал  | Не участвовал  | Не участвовал  | Не участвовал  |
| 1968/69                                                                                  | Цинциннати Роялз | 79               | -                | 43,8             | 48,6             | -                | 83,8             | 6,4              | 9,8              | -                | -                | 24,7             | Не участвовал  | Не участвовал  | Не участвовал  | Не участвовал  | Не участвовал  | Не участвовал  | Не участвовал  | Не участвовал  | Не участвовал  | Не участвовал  | Не участвовал  |
| 1969/70                                                                                  | Цинциннати Роялз | 69               | -                | 41,5             | 51,1             | -                | 80,9             | 6,1              | 8,1              | -                | -                | 25,3             | Не участвовал  | Не участвовал  | Не участвовал  | Не участвовал  | Не участвовал  | Не участвовал  | Не участвовал  | Не участвовал  | Не участвовал  | Не участвовал  | Не участвовал  |
| 1970/71                                                                                  | Милуоки Бакс     | 81               | -                | 39,4             | 49,6             | -                | 85,0             | 5,7              | 8,2              | -                | -                | 19,4             | 14             | -              | 37,1           | 48,6           | -              | 75,4           | 5,0            | 8,9            | -              | -              | 18,3           |
| 1971/72                                                                                  | Милуоки Бакс     | 64               | -                | 37,3             | 47,2             | -                | 83,6             | 5,0              | 7,7              | -                | -                | 17,4             | 11             | -              | 34,5           | 40,7           | -              | 83,3           | 5,8            | 7,5            | -              | -              | 13,1           |
| 1972/73                                                                                  | Милуоки Бакс     | 73               | -                | 37,5             | 45,4             | -                | 84,7             | 4,9              | 7,5              | -                | -                | 15,5             | 6              | -              | 42,7           | 50,0           | -              | 91,2           | 4,7            | 7,5            | -              | -              | 21,2           |
| 1973/74                                                                                  | Милуоки Бакс     | 70               | -                | 35,4             | 43,8             | -                | 83,5             | 4,0              | 6,4              | 1,1              | 0,1              | 12,7             | 16             | -              | 43,1           | 45,0           | -              | 84,6           | 3,4            | 9,3            | 0,9            | 0,3            | 14,0           |
|                                                                                          | Всего            | 1040             | -                | 42,2             | 48,5             | -                | 83,8             | 7,5              | 9,5              | 1,1              | 0,1              | 25,7             | 86             | -              | 42,7           | 46,0           | -              | 85,5           | 6,7            | 8,9            | 0,9            | 0,3            | 22,2           |
| Наведите курсор мыши на аббревиатуры в заголовке таблицы, чтобы прочесть их расшифровку. |                  |                  |                  |                  |                  |                  |                  |                  |                  |                  |                  |                  |                |                |                |                |                |                |                |                |                |                |                |